# موزه پائولیستا
موزهٔ پائولیستا (به پرتغالی: Museu Paulista) موزه‌ای تاریخی در شهر سائو پائولو است. موزه در نزدیکی محلی واقع شده است که پدروی یکم استقلال برزیل را اعلام کرد. استقلال یا مرگ اثر پدرو آمریکو مشهورترین اثری است که در گنجینهٔ این موزه وجود دارد.